# Klemen Prepelič
Klemen Prepelič, slovenski košarkar, * 20. oktober 1992, Maribor, Slovenija. 
Prepelič je 188 cm visoki igralec košarke, ki igra na položaju branilca.

## Igralna kariera

### Začetki
Po rodu je iz Slovenske Bistrice, enako kot Sani Bečirović, kjer se je tudi naučil košarkaških osnov. Poleg za klub v Slovenski Bistrici je igral še za mariborski Branik.

### Klubska kariera
Svoj talent je najbolj izkoristil pri Heliosu iz Domžal, ko je bil v sezoni 2011/2012 tudi eden najbolj učinkovith igralcev ABA lige. Po tej sezoni se je preselil v Union Olimpijo, iz katere se je že po eni sezoni ob plačilu solidne odškodnine preselil v turški Banvit, kjer pa se ni ujel s trenerjem, zato je turški klub že po eni sezoni z njim enostransko prekinil pogodbo. Z Union Olimpijo podpiše pogodbo za sezono 2014/2015, kjer pa se ni proslavil, saj je Union Olimpija izpadla že v četrtfinalu državnega prvenstva.  

### Reprezentanca
Nastopal je na SP2014 v Španiji in EP2015 v Franciji (skupinski del je prirejen v več državah, Slovenija je igrala v Zagrebu). Na EP2017 v Turčiji je z ekipo osvojil 1. mesto.

## Osebno
Rad lovi ribe, plava, igra poker, blackjack in bonanzo.